# وزغ لاتاستی
وزغ لاتاستی (نام علمی: Bufo latastii) نام یک گونه از سرده وزغ است.
این گونه در هند، پاکستان و ایران یافت می‌شود. زیستگاه این وزغ بیشتر مناطق معتدل، جنگل است.